# Forbjergsfæstning
En forbjergsfæstning er en forsvarsstruktur, der er placeret oven over en stejl klippe, ofte kun forbundet til fastlandet via en smal landtange, og som dermed udnytter topografien til at reducere behovet for volde.
Den ældst kendte forbjergsfæstning er Amnya I i Sibirien, der blev etableret som et befæstet område i slutningen af det 7. årtusinde f.Kr. Selvom dateringen kan være vanskelig, synes de fleste at stamme fra jernalderen. De findes hovedsageligt i Irland, Bretagne, Orkneyøerne, Isle of Man, Devon, Kanaløerne og Cornwall.

## Irland
Kun få irske forbjergsfæstninger er blevet udgravet, og de fleste dateres til jernalderen, selvom nogle, som f.eks. Dunbeg Fort i County Kerry, kan stamme fra bronzealderen. Andre, som Dalkey Island (County Dublin), indeholder importeret østeuropæisk keramik og er blevet genbrugt og ændret i den tidlige middelalder. Nogle, som Doonmore (nær Dingle, County Kerry), er knyttet til middelalderen. Dunbeg rummer en tidlig middelalderlig tørmuret stenhytte kaldet en clochán.

## Isle of Man
På Isle of Man findes forbjergsfæstninger især på de stenede skiferklippefremspring i den sydlige del. Fire ud af mere end tyve er blevet udgravet, og flere – især i Santon – kan besøges via Raad ny Foillan-kystvandrestien. Alle har en vold på den sårbare landvendte side, og udgravninger ved Cronk ny Merriu har vist, at adgangen til fæstningen foregik gennem en kraftigt bygget port.
De nordboere, der kom til Mann i 700- og 800-tallet, genbrugte nogle gange disse jernalderfæstninger og erstattede de gamle boligkvarterer med deres karakteristiske rektangulære huse. Et godt eksempel ved Cronk ny Merriu danner grundlaget for rekonstruktionen i museet House of Manannan i Peel.

## Devon og Cornwall
Corniske forbjergsfæstninger kan findes langs hele kysten af Penwith. Maen Castle, nær Land's End, er en af de ældste og dateres til omkring 500 f.Kr. De findes også i andre områder, f.eks. The Rumps nær Padstow og Dodman Point på den sydlige kyst af Cornwall, samt Rame Head nær Plymouth. I Devon ligger Burgh Island og Bolt Tail på sydkysten, mens Embury Beacon og Hillsborough ligger på nordkysten.
Det berømte sted Tintagel kan være et sjældent eksempel på en forbjergsfæstning, som har været beboet i perioden efter romerne og videre frem i historien.

## Bretagne
Julius Cæsars Commentarii de Bello Gallico beskriver veneterne i det sydlige Armorica – et magtfuldt søfarende folk, der var allieret med det sydlige britiske område under krigen i 56 f.Kr. – som boende i klippetop-fæstninger. Deres hovedstad var Darioritum, ved Morbihangolfen, som i dag er Vannes/Gwened. Veneterne havde tætte handelsforbindelser med det sydvestlige Storbritannien. Da de blev angrebet af romerne i Bretagne, rapporterer Julius Cæsar, at Cornwall sendte dem militær støtte.

## Kanaløerne
Der findes enkelte eksempler på forbjergsfæstninger på øen Jersey, herunder Le Pinacle, Le Câtel de Rozel og Le Câtel de Lecq. Alle lå på forbjergene på den nordlige og nordøstlige del af øen, hvor der findes stærke naturlige forsvarsforhold. Der er fundet rester af en jernalderfæstning på stedet hvor fæstningen Mont Orgueil ligger mod øst samt materiale fra neolitikum og bronzealderen.